# Afición
Generalmente, el término aficionado o amateur se aplica a todo aquel que realiza las actividades de su afición sin un carácter de ejercicio profesional. Así, por ejemplo, un deportista amateur es el que, en contraste con uno profesional, práctica un deporte «por afición», es decir, sin que el realizarlo tenga una motivación económica. Un aficionado puede tener menor, igual o mayor capacidad y aptitud que un profesional en esa área de manera que el término no implica un sentido peyorativo al compararlos. Es frecuente que personas que realizan una actividad profesional también la practiquen en forma «aficionada». Básicamente, se trata de la persona que hace algo solamente por vocación.

## Etimología
Amateur deriva de la lengua francesa, que a su vez derivada de la raíz de la palabra en latín amat, la cual significa ‘amar a’ o ‘el amante de’. Un amateur puede ser tan hábil como un profesional, sin embargo su motivación es el amor o la pasión por una cierta actividad y no tiene el fin de ganar dinero por realizarla.

## Aficiones comunes
Algunas aficiones difundidas son:
- Animal de compañía
  - Acuariofilia
  - Terrariofilia
- Car audio
- Bricolaje
- Cocina
- Audiofilia
- Coleccionismo
  - Filatelia
  - Numismática
  - Breweriana
- Fotografía
- Militaria
- Edificios Souvenir
- Glucofilia
- Cine y cultura cinematográfica
- Jardinería
  - Bonsái
- Modelismo
  - Aeromodelismo
  - Tren eléctrico
  - Pintado de miniaturas
- Lectura y cultura literaria
  - Historietas
- Música
  - Canto
  - Tocar un instrumento musical
- Origami
- Papercraft
- Radioafición
- Deportes
- Pasatiempos
- Videojuegos
- Televisión
  - Series de televisión
  - Documentales